# Герасимов, Сергей Григорьевич
 Сергей Григорьевич Герасимов (7 января 1900 года, Москва — 27 апреля 1968, Москва) — специалист в области теплоэнергетики,  доктор технических наук, профессор, заведующий кафедрой теплового контроля и автоматики (1943-1968) МЭИ.

## Биография
Сергей Григорьевич Герасимов родился в Москве 7 января 1900 года. В 1919 году поступил и в 1923 году окончил физико-математический факультет Саратовского государственного университета. С 1922 года, будучи студентом, работал на кафедре физики университета. С 1923 года был ассистентом кафедры физики, с 1926 по 1929 год учился в аспирантуре, работал ассистентом в Саратовском сельскохозяйственном институте. С 1930 по 1932 год — доцент, позднее — заведующий кафедрой физики в Саратовском институте мелиорации.
С 1932 году Сергей Григорьевич уехал работать в Москву во Всесоюзный теплотехнический институт (ВТИ). Работал там начальником группы, потом заведующим лаборатории тепловой автоматики. Под его руководством в лаборатории велась работа в области автоматизации энергетического оборудования тепловых электростанций.
В 1937 году С. Г. Герасимов начал вести преподавательскую работу в МЭИ, вел курс автоматизации тепловых процессов на кафедре Теоретических основ теплотехники. В 1941 году защитил в МЭИ докторскую диссертацию.
С началом Великой Отечественной войны С. Г. Герасимов был эвакуирован в г. Свердловск, работал там руководителем группы инженеров тепловой автоматики ВТИ, участвовал в разработке систем автоматического контроля и управления  прямоточных котлов.
В 1943 году институты ВТИ и МЭИ возвратились в Москву, вернулся и Сергей Григорьевич. В 1943 года на теплоэнергетическом факультете МЭИ была образована кафедра теплового контроля и автоматики (ТКА). Первым заведующим кафедрой стал Сергей Григорьевич (с 1967 года это кафедра автоматизированных систем управления тепловыми процессами). В составе кафедры МЭИ были две учебные лаборатории – теплотехнических измерений и приборов и тепловой автоматики. Под  руководством Сергея Григорьевича выполнили и защитили кандидатские диссертации М. А. Селезнев, С. Д. Смирягин, В. Я. Ротач, Ю. А. Клушин,  А. Г. Левачев, Г. П. Плетнев, он оказывал также поддержку аспирантам, ставшим позднее преподавателями кафедры: В. С. Чистякову, В. В. Волгину, М. А. Панько, Г. М. Ивановой, Н. П. Бувину.
С. Г. Герасимовым является автором более 70 научных работ. Его книга по автоматическому регулированию котельных установок  переведена на польский, а в 1956 году — на китайский язык.
Область научных интересов: проблемы автоматизации тепловых электростанций, системы управления в металлургической, химической промышленности.
С. Г. Герасимов в разное время был членом организационного комитета по проведению очередного съезда ИФАК в Москве, членом Высшей аттестационной комиссии при Минвузе страны, членом  ученых и научно-технических советов, членомМеждународной федерации по автоматическому управлению.
Профессор С. Г. Герасимов скончался в 1968 году, похоронен на Донском кладбище в Москве.

## Награды
- Орден «Знак Почёта»
- Орден Ленина (1953)

## Труды
- Схемы регулирования котельных агрегатов : учебное пособие / С. Г. Герасимов.  М. : МЭИ, 1960.
- Герасимов С. Г. Основы динамики регулирования тепловых процессов. М., 1937.
- Герасимов С. Г., Дудников Е. Г., Чистяков С. Ф. Автоматическое регулирование котельных установок. М.: Госэнергоиздат, 1953.
- Герасимов С. Г. Справочник теплотехника. Т. 2. Разд. Автоматическое регулирование. М.: Госэнергоиздат, 1957.
- Герасимов С. Г. Теоретические основы регулирования тепловых процессов. М.: Высш. шк., 1960.